# Gunung Leepeeih
Gunung Leepeeih är ett berg i Indonesien.   Det ligger i provinsen Aceh, i den västra delen av landet, 1 700 km nordväst om huvudstaden Jakarta. Toppen på Gunung Leepeeih är 767 meter över havet.
Terrängen runt Gunung Leepeeih är huvudsakligen kuperad, men åt sydost är den bergig.Runt Gunung Leepeeih är det ganska glesbefolkat, med 30 invånare per kvadratkilometer. I omgivningarna runt Gunung Leepeeih växer i huvudsak städsegrön lövskog.